# Żarów
Żarów (německy Saarau) je město v jihozápadním Polsku v Dolnoslezském vojvodství v okrese Svídnice, sídlo městsko-vesnické gminy Żarów. Leží mezi Valbřichem a Vratislaví. Okresní město Svídnice je vzdáleno přibližně 11 kilometrů, hlavní město Dolnoslezského vojvodství Vratislav je vzdáleno přibližně 45 kilometrů. V roce 2023 zde žilo 6 474 obyvatel.
Ve městě je katolický kostel a sbor svědků Jehovových. V okolí Żarówa se těží kaolín. Městská práva získal Żarów v roce 1954.

## Název
Název se odvozuje od polského slova żary, které je spojováno s žárem, spojeným s požárem kterým byly vypáleny lesy na místě města (podobně jako u českého názvu Žďár).

## Galerie

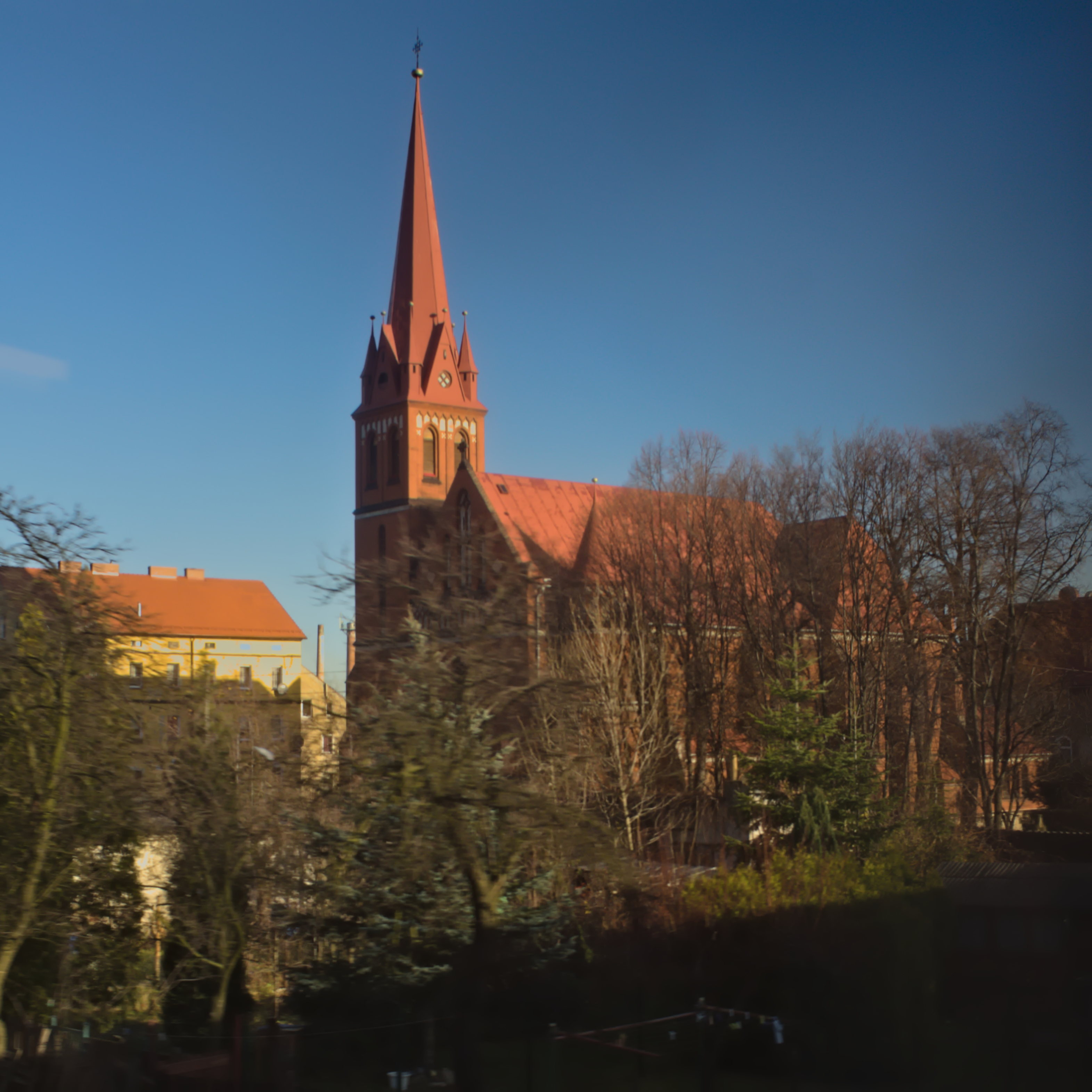
Kostel
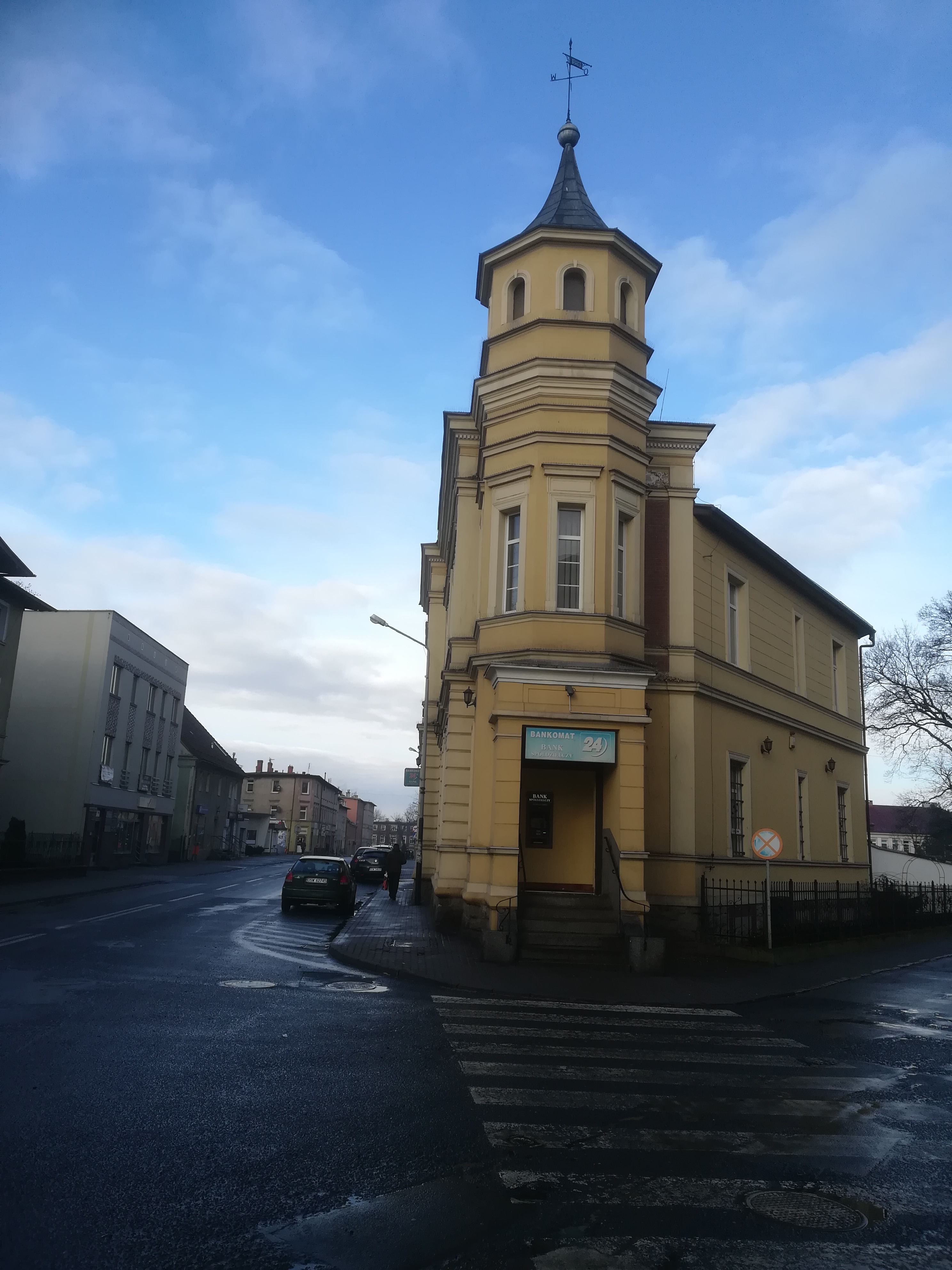
Hlavní ulice
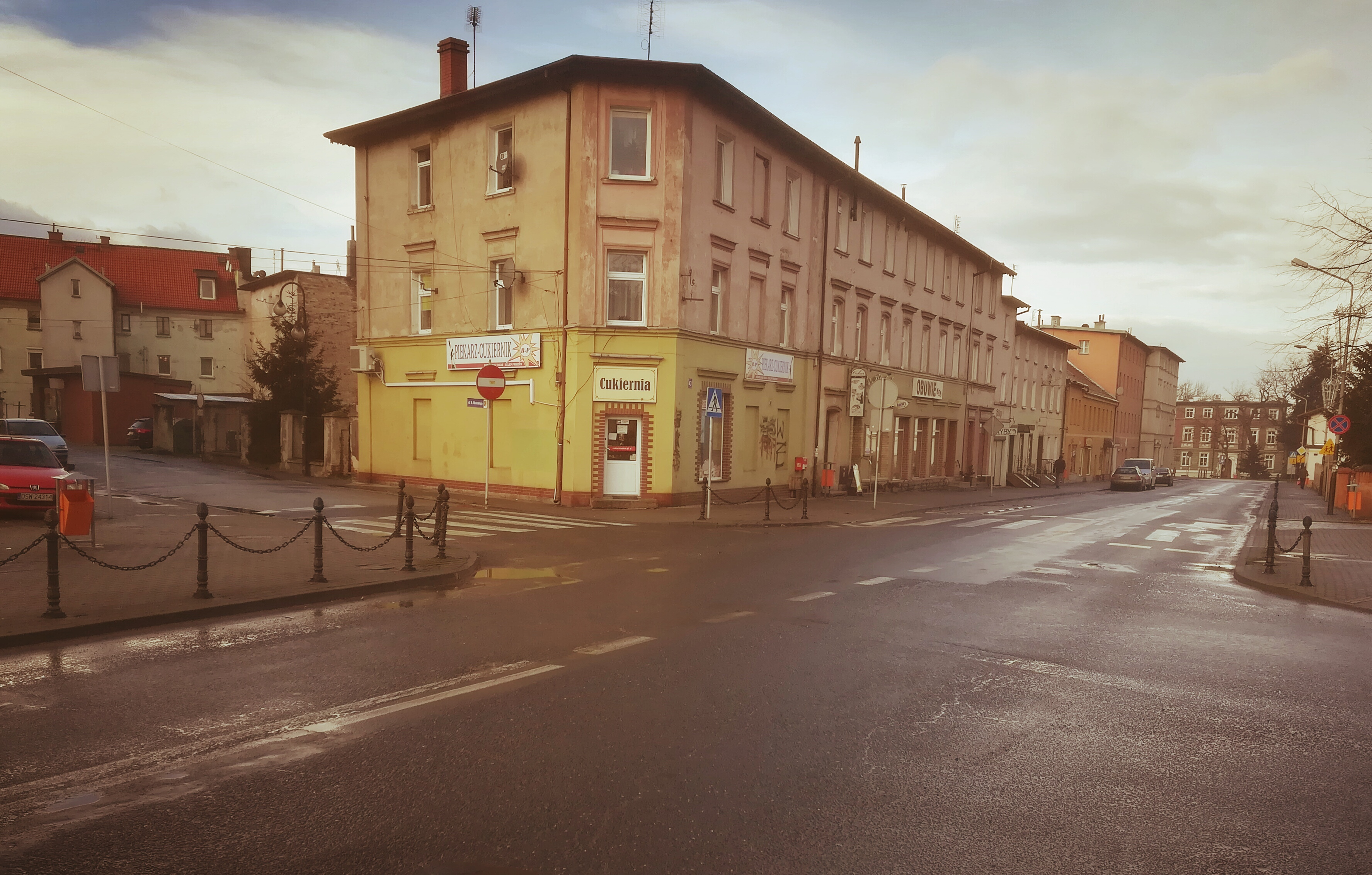
Centrum města
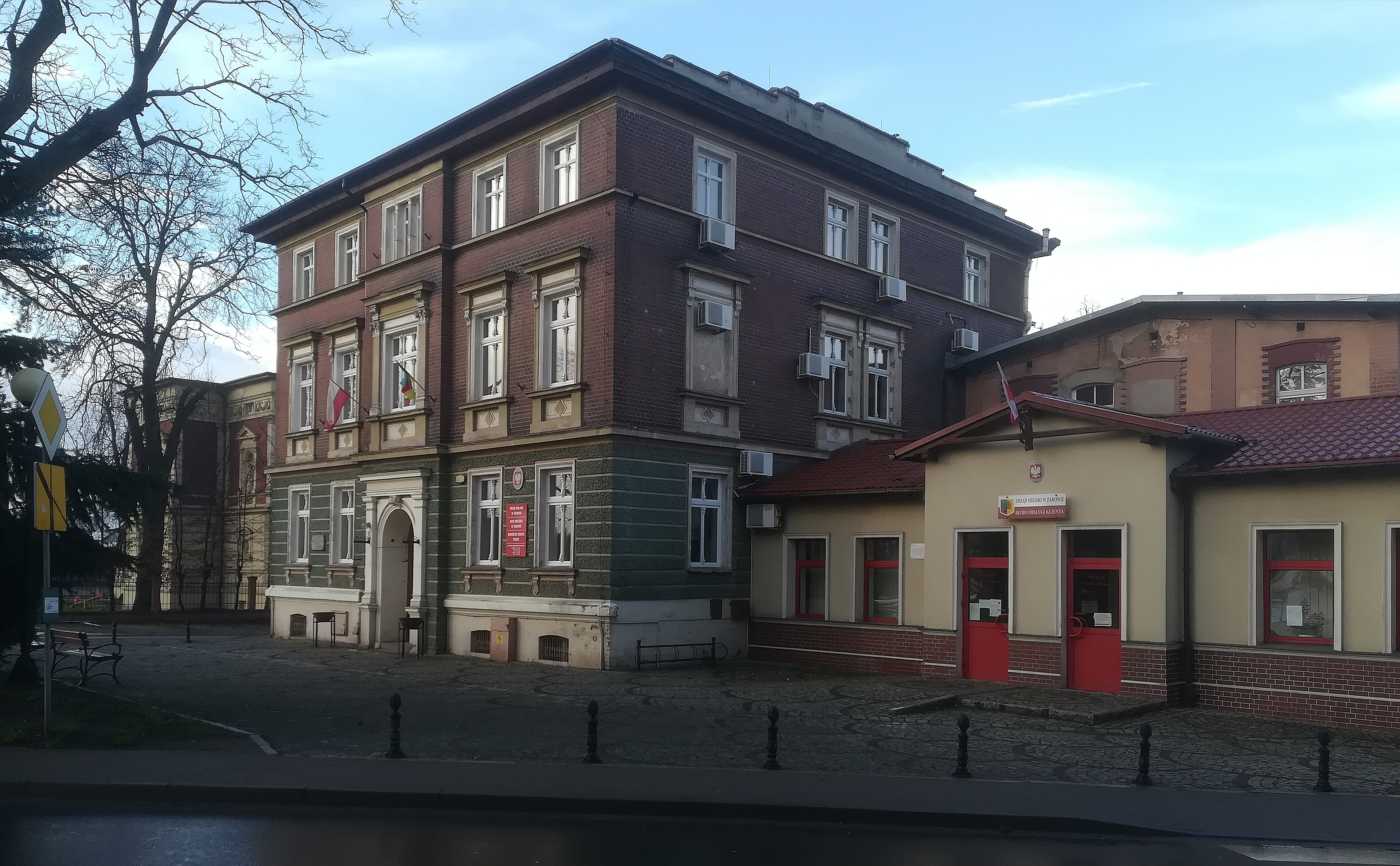
Městský úřad
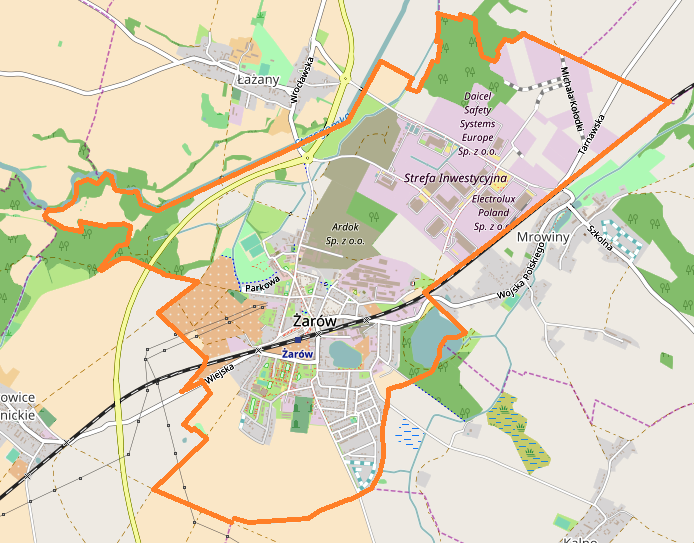
Mapa města

## Partnerská města
- Lohmar, Německo
- Nymburk, Česko
- Újfehértó, Maďarsko[2]